# Automatyczny podajnik dokumentów

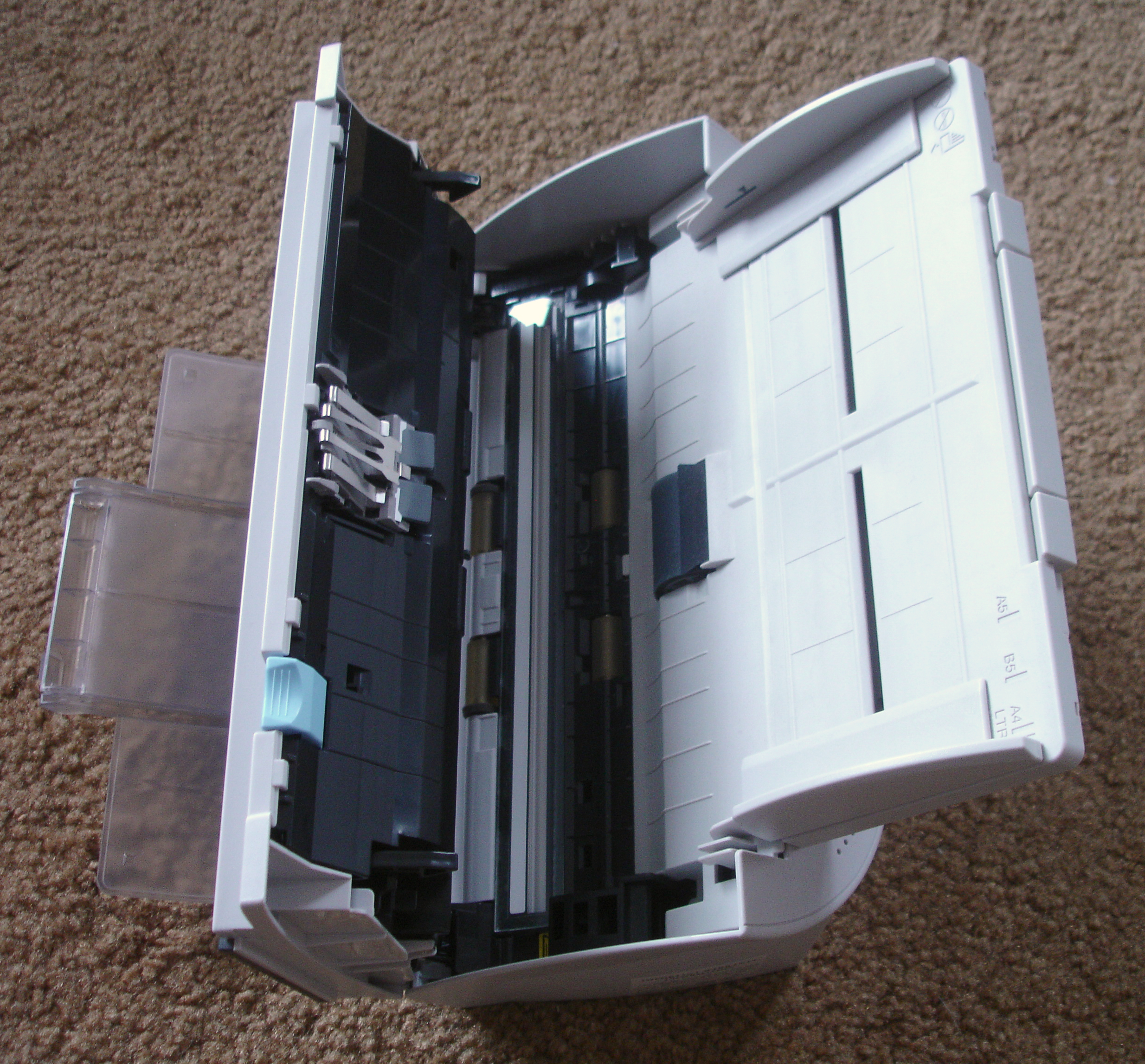
Podajnik urządzenia z dupleksem

ADF (Automatic Document Feeder) – w wielofunkcyjnych drukarkach, faksach, kserokopiarkach i skanerach, automatyczny podajnik dokumentów lub ADF to funkcja, która umożliwia ułożenie kilku stron jednocześnie i podawanie papieru jedną stroną naraz do skanera lub kopiarki. Pozwala to w łatwy sposób na skanowanie, kopiowanie, drukowanie lub wysyłanie faksem wielostronicowych dokumentów bez konieczności ręcznego podawania każdej ze stron.